# Contea di Adams (Illinois)
La contea di Adams (in inglese Adams County) è una contea dello Stato dell'Illinois, negli Stati Uniti. La popolazione al censimento del 2000 era di 68 277 abitanti. Il capoluogo di contea è Quincy.

## Comunità non incorporate
- Beverly
- Bigneck
- Burton
- Fall Creek
- Fowler
- Hickory Grove
- Kellerville
- Kingston
- Marblehead
- Marcelline
- Meyer
- North Quincy
- Paloma
- Richfield